# Hagymazöld ostorkígyó
A hagymazöld ostorkígyó vagy keleti ostorkígyó (Ahaetulla prasina) a hüllők (Reptilia) osztályának pikkelyes hüllők (Squamata) rendjébe, ezen belül a siklófélék (Colubridae) családjába tartozó faj. Ázsiában honos mérges kígyó; mérge közepesen erős. Gyakori nevei még az ázsiai szőlőkígyó, a Gunther-ostorkígyó.

## Rendszerezése
A fajt Friedrich Boie brit zoológus írta le 1827-ben, a Dryophis nembe sorolta Dryophis prasinus néven.

## Alfajai
- Ahaetulla prasina medioxima Lazell, 2002
- Ahaetulla prasina prasina (F. Boie, 1827)
- Ahaetulla prasina preocularis (Taylor, 1922)
- Ahaetulla prasina suluensis Gaulke, 1994[1]

## Előfordulása
Eredetileg Dél- és Délkelet-Ázsiában, Banglades, Bhután, Brunei, India, Indonézia, a Fülöp-szigetek, Kambodzsa, Kína, Laosz, Malajzia, Mianmar, Szingapúr, Thaiföld és Vietnám területén honos.

## Megjelenése
Testhossza 150 centiméter, de igen karcsú, hátul méregfogas álsikló faj. Feje jól elkülönül a vékony nyaktól. Arcorra megnyúlt, szembogara fekvő tégla alakú. Enyhén mérgező, de általában ártalmatlan az emberre.

## Életmódja
Lomblakó. A bokrok, cserjék ágait kivételesen ritkán hagyja el, még folyadékszükségletét is a levéllemezek öbleiben összegyűlt esővízből elégíti ki. 
Kisebb gyíkokat (főleg gekkókat), hüllőket és kétéltűeket támad meg és fogyaszt, de ritkábban madárfiókákat is megeszik. A mérgével megölt zsákmányt egészben nyeli el.